# Improvviso (film 1979)
Improvviso è un film italiano del 1979, scritto e diretto da Edith Bruck. Presentato in anteprima alla Mostra del cinema di Venezia nel settembre dello stesso anno, fu dopo pochissimi giorni distribuito nelle sale.

## Trama
In una città di provincia vive Michele Nardi, un adolescente di famiglia borghese. Introverso e solitario, Michele vive senza padre in una grande casa, con la madre Anna e con la sorella di lei, Luisa, che svolgono nei suoi confronti un ruolo iperprotettivo. Trattato come un bambino e indifeso verso il mondo con le sue piccole violenze, Michele è impacciato con le ragazze e non riesce a legare con i suoi coetanei. Si rifugia nello studio del violoncello, ma anche l'insegnante di musica riversa su di lui un affetto morboso. 
Spaesato e impaurito, deve recarsi a Roma per sostenere un esame di violoncello. Ospitato da uno zio, viene brutalmente a conoscenza dei suoi retroscena familiari: la madre, giovane infermiera, lo aveva concepito in una sfortunata relazione con un uomo che non aveva potuto sposare per l'opposizione dei parenti, perché promesso sposo della zia. 
Sostando in una piccola stazione ferroviaria di passaggio, Michele improvvisa una piccola esibizione musicale con il suo strumento su richiesta dei passeggeri in attesa di una coincidenza. In una sorta di euforia per gli applausi ricevuti, tenta un maldestro approccio con una turista tedesca, ma l'esagerata reazione di lei lo spaventa e lo trasforma in assassino.
Rinchiuso e trasferito da un carcere minorile all'altro, Michele sconta il suo gesto, oscuro anche a sé stesso, in una inesorabile processo di rovina psicofisica.

## Produzione
In un connubio fra RAI e Italnoleggio, la scrittrice Edith Bruck volle cimentarsi nella scrittura di un film assimilando lo stile di regia del marito Nelo Risi, di cui è riconoscibile la sensibilità della descrizione psicologica di uno sbandamento adolescenziale destinato a trasformarsi in tragedia, cioè in un delitto inteso come estremo gesto di autoaffermazione.
La stessa Edith Bruck, in sede di presentazione del film a Venezia, dichiarò che la validità della sua storia era stata confermata dalla lettura della sceneggiatura da parte di adolescenti di varia estrazione sociale, che si erano riconosciuti nel personaggio, nelle sue paure, nelle madri simili a «quelle» di Michele, nei padri che non si occupavano di loro
La trama del film è in parte ispirata a un fatto di cronaca avvenuto nel 1969, quando un violoncellista quindicenne di Asti, Fiandro Claudio Fantino, uccise a coltellate la professoressa Gianna Bo, conosciuta per caso in treno, al suo rifiuto dopo un tentativo di seduzione.